# (11316) Fuchitatsuo
(11316) Fuchitatsuo (1994 TR3) – planetoida z pasa głównego asteroid okrążająca Słońce w ciągu 3 lat i 252 dni w średniej odległości 2,39 j.a. Została odkryta 5 października 1994 roku.